# Reynoldsia
Reynoldsia là chi thực vật có hoa trong họ Araliaceae.

## Hình ảnh

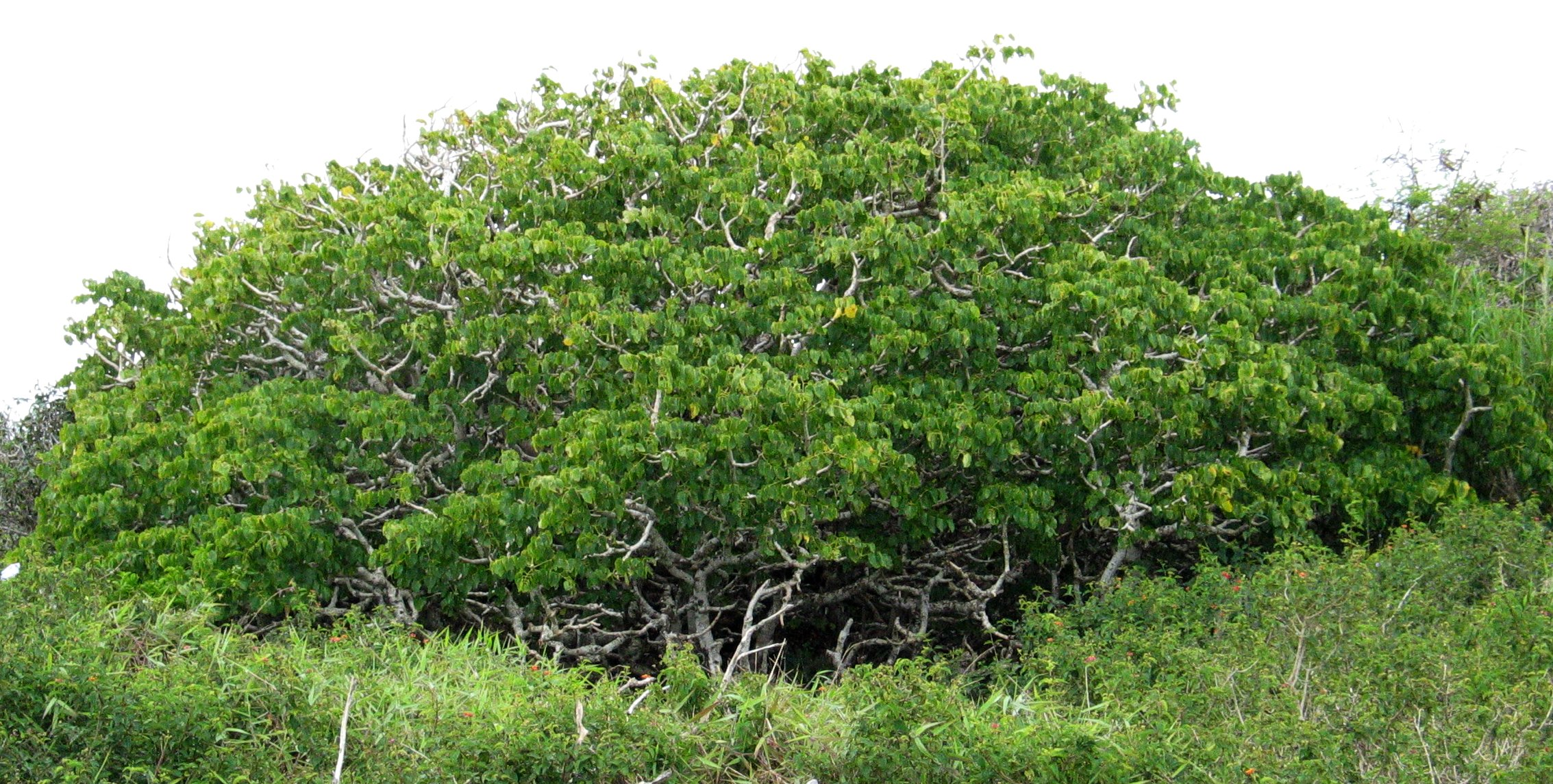
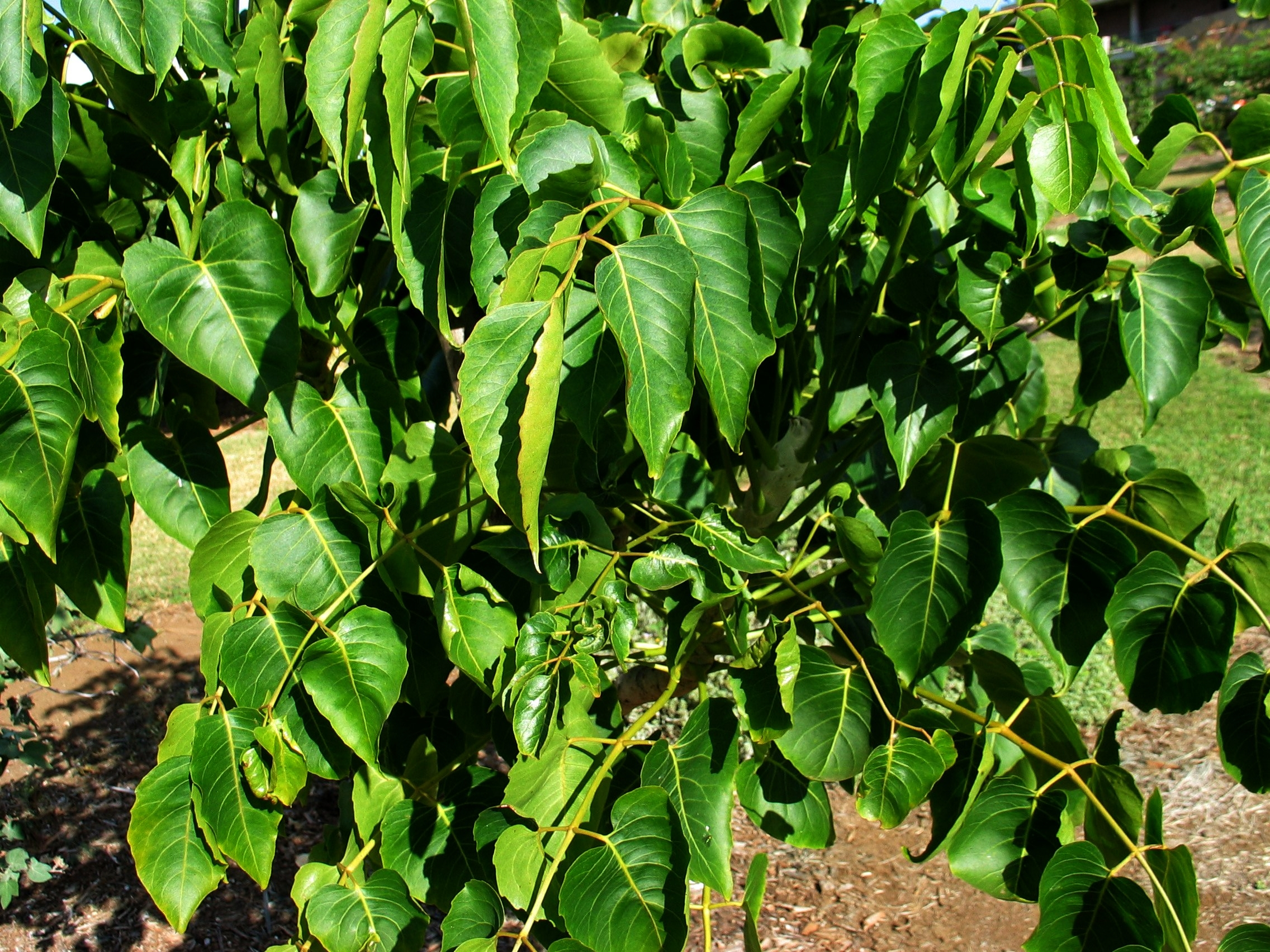
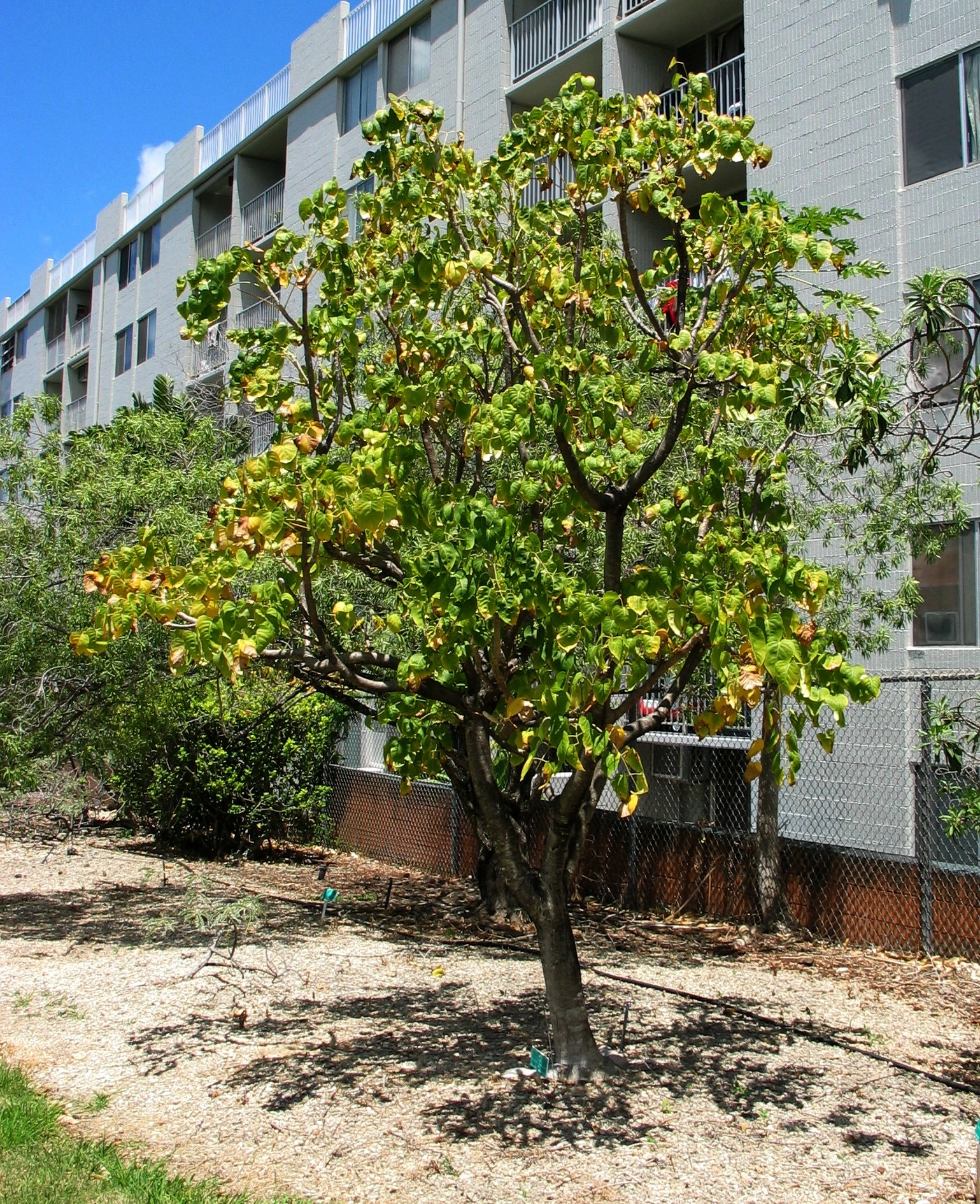
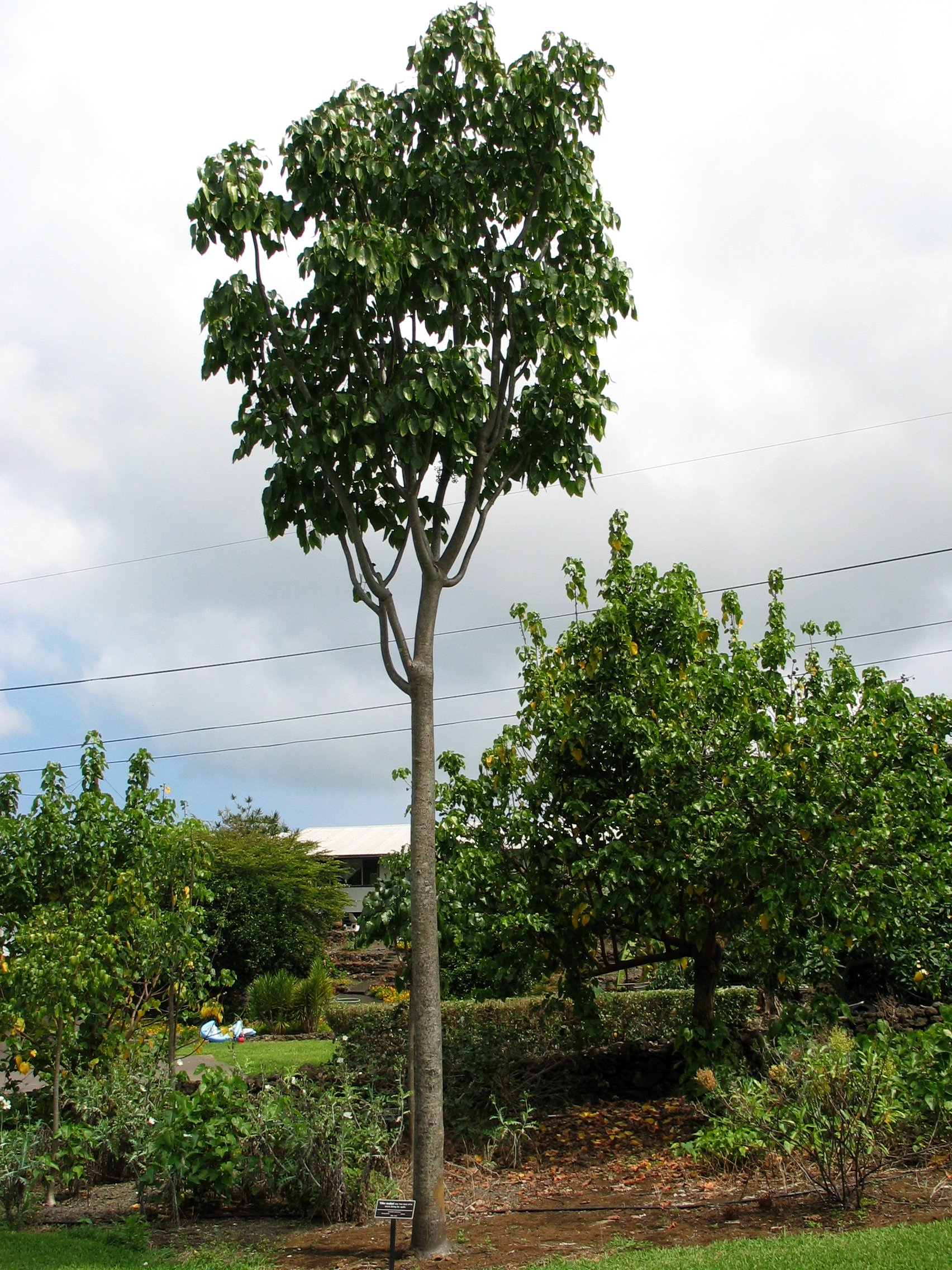